# 謎のカーテン!?
『謎のカーテン!?』（なぞのカーテン）は、日本テレビ系列局ほかで放送されていた日本テレビ製作のクイズ番組である。東京芝浦電気（現・東芝）の一社提供。日本テレビ系列局では1979年10月10日から1980年10月29日まで、毎週水曜 19:30 - 20:00 （日本標準時）に放送。

## 概要
司会は、前番組『東芝ファミリーホール特ダネ登場!?』からの継続出演者である押阪忍と元フジテレビアナウンサーの三上彩子が担当。レギュラー解答者は、寺島純子、岡本太郎、三浦雄一郎が務めていた。
内容自体は前番組のマイナーチェンジであり、番組がさまざまな「謎」について実験した結果を解答者が当てるというものだったが、本番組ではクイズに正解しても賞品は出なかった。
1980年4月からはプロ野球ナイター中継の放送時間が19:00 - 20:54に拡大したため、野球中継がある日には放送を休止するようになった。